# Корпусная артиллерия

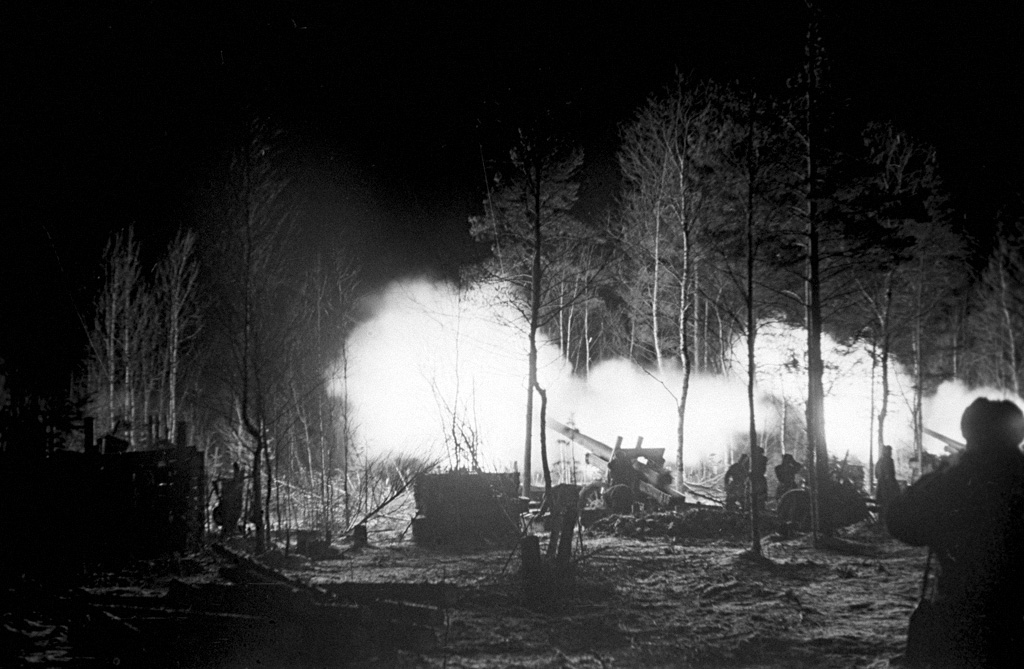
Огонь ведёт корпусная артиллерия, Ленинградская область, РСФСР, 1 сентября 1944 года.

Корпусная артиллерия — артиллерийские формирования (соединения и части), находящиеся в подчинении непосредственно командира общевойскового корпуса.
В немецком военном деле — Корпсартиллери (Korpsartillerie).

## История
С развитием военного дела произошли изменения и в военном строительстве, так при создании армейских корпусов, в них почти везде сохранялись Корпусные артиллерийские резервы. Но жизнь вскоре указала на нецелесообразность этого резерва в новой обстановке ведения боя и войны, а австро-прусская война 1866 года особенно резко подчеркнула, что существование корпусного артиллерийского резерва бесполезно и приводит лишь к острым затруднениям в смысле удобства движения в боевой деятельности артиллерии. Поэтому в 1870 — 1871 годах немцы вышли уже без корпусного артиллерийского резерва, а с корпусной артиллерией (сверх приданной непосредственно дивизиям). Корпусная артиллерия двигалась, обыкновенно, за первой пехотной бригадой главных сил и не имела значения резерва; она принадлежала к составу главных сил корпуса, следовала за всеми их движениями и подготовляла их главный удар. Но ясно, что раз немцы стали на путь отрицания артиллерийского резерва, они не могли долго удерживать и артиллерию корпусную. В 1899 году Германское командование совершенно отказались от термина «корпусная артиллерия» и перешли исключительно к дивизионной организации, усилив её до громадных размеров (одна батарея в 6 орудий на батальон пехоты). Когда же обстановка заставила их завести тяжёлую полевую артиллерию, то, по развитии её до размеров 16 гаубиц (8 мортир) на корпус, они решили придавать эти орудия во время военных действий сразу же к одной из дивизий, чтобы не предоставлять возможности выделять их в корпусную артиллерию, — хотя, по своему назначению и по особенностям своего устройства, вооружения и снаряжения, тяжёлая полевая артиллерия германской армии представляет собой не что иное, как корпусную артиллерию. В противоположность немцам, французы на начало XX столетия неизменно сохраняли корпусную артиллерию. При 9 батареях (36 орудий) на каждую дивизию пехоты они имели 12 батарей (48 орудий) корпусной артиллерии. В Вооружённых силах Российской империи, на тот период времени, взгляды на  корпусную артиллерию не определились, хотя она уже была в период русско-турецкой войны 1877 — 1878 годов.

## Назначение
Корпусная артиллерия предназначена для:
- решение огневых задач в интересах главной группировки корпуса, в том числе для борьбы со средствами ядерного нападения;
- борьба с артиллерией противника и усиление дивизий, действующих на главном направлении;
- подавление наиболее важных опорных пунктов в полосе прорыва корпуса[3];
- подавление опорных пунктов на стыках[3];
- усиление артиллерии ПП стрелковых дивизий[3];
- обеспечение флангов корпуса[3];
- воспрещение подхода резервов и отражение контратак противника[3];
- и иного.

## Состав
- артиллерия большой и особой мощности,
- реактивные системы залпового огня,
- противотанковая артиллерия,
- противотанковые управляемые ракеты.

## Примеры орудий корпусной артиллерии
- 29К
- 152-мм САУ 2С5[5]
- 152-мм САУ 2С35[6]
- 220-мм РСЗО 9К57[7]